# Baca (langue)
Pour les articles homonymes, voir Baca.
Le baca (ou bongo, nu baca, nubaca, Southern yambassa, yambassa) est une langue bantoïde méridionale parlée au Cameroun dans la Région du Centre, le département du Mbam-et-Inoubou et l'arrondissement de Bokito, particulièrement dans le canton de Yangben, au sud de Yangben, dans le village de Bongo.
Avec environ 4 500 locuteurs en 2007, c'est une langue en danger (statut 6b).